# Consell General del Nièvre
El Consell General del Nièvre és l'assemblea deliberant executiva del departament francès del Nièvre a la regió de Borgonya - Franc Comtat. La seva seu es troba a Nevers. Des de 2011, el president és Patrice Joly (PS)

## Antics presidents del Consell
- 2001-2011 Marcel Charmant (PS)
- 1981-2001 Bernard Bardin (PS)
- 1964-1981 François Mitterrand (PS)

## Composició
El març de 2011 el Consell General del Nièvre era constituït per 32 elegits pels 32 cantons del Nièvre.
| Partit                        | Sigles | Electes |
| ----------------------------- | ------ | ------- |
| Majoria (23 escons)           |        |         |
| Partit Socialista             | PS     | 20      |
| Partit Comunista Francès      | PCF    | 1       |
| Divers gauche                 | DVG    | 1       |
| Sense etiqueta                | SE     | 1       |
| Oposició (9 escons)           |        |         |
| Unió pel Moviment Popular     | UMP    | 5       |
| Divers droite                 | DVD    | 4       |
| President del Consell General |        |         |
| Patrice Joly (PS)             |        |         |